# Erwin Kemna

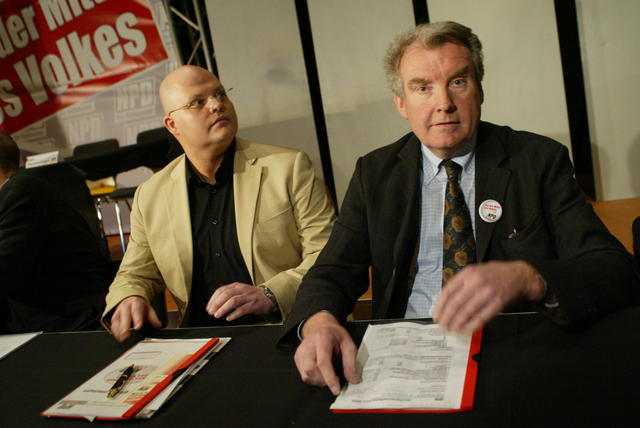
Erwin Kemna (rechts) beim NPD-Bundesparteitag 2006

Erwin Kemna (* 18. Oktober 1950 in Ladbergen) ist ein ehemaliger Funktionär der rechtsextremen Partei NPD, Bundesvorstandsmitglied und Bundesschatzmeister der Partei sowie Geschäftsführer des Deutsche-Stimme-Verlags.

## NPD-Funktionär
Der als Geschäftsführer eines Küchenstudios tätige Kaufmann wurde 1974 Mitglied der Partei. 1975 übernahm er im nordrhein-westfälischen Steinfurt den Posten des Kreisschatzmeisters und stieg drei Jahre später in den Landesvorstand der NPD Nordrhein-Westfalen auf, wo er von 1990 bis 2001 als Landesschatzmeister und später als stellvertreter Landesvorsitzender agierte. Ende der 1970er Jahre war er darüber hinaus im Kreis Steinfurt für die NPD-nahe Bürgerinitiative Ausländerstopp tätig. 1987 wurde Kemna erstmals als Beisitzer in den NPD-Bundesvorstand gewählt, dem er bis 1991 und dann wieder seit 1993 angehört. 1996 wurde er Bundesschatzmeister.
1998 kandidierte er auf Platz 2 der Landesliste der NPD für den Bundestag, auch bei der Bundestagswahl 2005 trat er als Direktkandidat für die NPD im Wahlkreis Coesfeld — Steinfurt II an.
Im September 2008 trat er nach einer Verurteilung wegen Veruntreuung von Parteivermögen aus der NPD aus.

## Kemnas Rolle im NPD-Verbotsverfahren 2001/02
Im Zuge der Vorbereitungen des gescheiterten Verbotsverfahren gegen die NPD 2001 wurde bekannt, dass mehrere als Zeugen geladene Parteimitglieder als V-Männer des Verfassungsschutzes arbeiten. Für einen dieser Zeugen wurde eine Aussagegenehmigung des Verfassungsschutzes Nordrhein-Westfalen vorgelegt. Nach Angaben des Berliner Tagesspiegels vom 22. Januar 2002 soll es sich dabei um Erwin Kemna gehandelt haben. Dieser erklärte daraufhin, „noch nie mit einem Nachrichtendienst zu tun gehabt“ zu haben, und bestritt vehement eine V-Person-Tätigkeit. Der Innenminister von Nordrhein-Westfalen Fritz Behrens soll jedoch zur gleichen Zeit im Tagesspiegel erklärt haben, dass Kemna bis 1995 mit dem Verfassungsschutz kooperiert hat. Der Tagesspiegel nahm seine Behauptung am 24. Januar zurück. In der Folgezeit verklagte Kemna mehrere Journalisten, Antifaschisten, aber beispielsweise auch die Neonazi-Website stoertebeker.net auf Unterlassung derartiger Äußerungen.

## Veruntreuung von Parteivermögen
Am 7. Februar 2008 wurde Kemna wegen des Verdachts der Untreue zu Lasten der NPD verhaftet. Die Berliner Parteizentrale der NPD, die Verlagsräume von Deutsche Stimme in Riesa sowie Kemnas Privat- und Geschäftsräume im Münsterland wurden durchsucht, um Beweise gegen Kemna zu sichern. Seit Anfang 2004 soll Kemna in mindestens 65 Fällen circa 627.000 € von der NPD über Umwege in seine Küchenfirma umgeleitet haben.
Bereits im Dezember 2006 hatte das Nachrichtenmagazin Der Spiegel über „undurchsichtige Immobiliendeals“ und „ominöse Finanziers“ der NPD berichtet, wobei mehrfach der Name Kemnas auftauchte. Nach der Anzeige eines Geldinstituts wegen des Verdachts der Geldwäsche hatte die Staatsanwaltschaft Münster im März 2007 ein Ermittlungsverfahren gegen Kemna eröffnet. Da das Amtsgericht Münster Flucht- und Verdunkelungsgefahr sah, wurde ein Ende Januar 2008 erlassener Haftbefehl vollstreckt.
Die NPD stellte sich hinter ihren Bundesschatzmeister. Parteichef Udo Voigt wies „alle Vorverurteilungen“ gegen Kemna zurück und versicherte diesem „das volle Vertrauen“. Laut Voigt sollten die Ermittlungen die Partei lediglich in „finanzpolitisches Zwielicht“ stellen und sie „in finanzielle Schwierigkeiten“ bringen. Gegenüber der Staatsanwaltschaft räumte Kemna Zahlungen an ihn ein, behauptete jedoch, es habe sich dabei lediglich um die Rückzahlung von Darlehen gehandelt. Da er für diese keine Belege beibringen konnte, bewertete die Staatsanwaltschaft seine Aussage als Schutzbehauptung. Das Amtsgericht Münster ordnete Untersuchungshaft an. Im Zuge der Ermittlungen wurde auch die Parteizentrale der NPD durchsucht.
Am 23. Juli wurde Kemna wegen Untreue in 86 Fällen angeklagt und nach einem Geständnis am 12. September 2008 zu einer Freiheitsstrafe von 2 Jahren und 8 Monaten verurteilt. Ein weiteres Strafverfahren mit ähnlichen Vorwürfen wurde am 4. Februar 2013 mit Hinblick auf die bereits erfolgte Verurteilung eingestellt.